# Jan Bardi
Jan Bardi (Leuven, 27 december 1961), geboren als Jan Beddegenoots, is een Vlaamse mentalist, goochelaar en televisiepersoonlijkheid. 

## Biografie
Op 24 september 1985 liet Jan Beddegenoots in opdracht van de RTBf zijn persoonlijke verkiezingsprognose in een polyester blok gieten, dat pas enkele dagen na de verkiezingsdatum van 13 oktober werd opengezaagd. De stemmenpercentages van alle partijen bleken tot op enkele tienden van een procent correct, en ook de zetelverdeling klopte op één zetel van Agalev na. Beddegenoots werd Bardi, hij haalde alle voorpagina's en haalde veel media-aandacht met zijn controversiële 'PsychoStunts'. De discussie laait hoog op of zijn act draait om goochelen dan wel paranormale krachten. Zelf houdt hij vol dat alles gestoeld is op psychologische technieken.
Bardi woonde tot zijn 25ste in Leuven en verhuisde daarna voor zeven jaar naar Antwerpen om zich daarna in Keerbergen te gaan vestigen. Hij studeerde eerst af als landbouwingenieur, waarna hij ook nog een licentie in de toegepaste economische wetenschappen behaalde. In 1987 ging hij aan de slag bij de marketingafdeling van Procter & Gamble. In 1989 bood de toenmalige BRT de jonge psychotainer een eigen programma aan. Het dertiendelige Ongelooflijk, maar Bardi was het enige programma van de openbare omroep dat potten brak in een periode van VTM-hegemonie. Dit gaf hem de mogelijkheid om als voltijds zelfstandig beroepsartiest te gaan werken. Eind 1991 speelde Bardi als zichzelf mee in een aflevering van de jeugdreeks Postbus X, de aflevering (nummer 54) heette 'Ongebruikelijk, maar Bardi'. In 1991 kwam de tweede reeks 'Ongelooflijk, maar Bardi' op televisie, een reeks die in 1992 ook door de Nederlandse omroep VARA werd uitgezonden. Bardi toerde in 1993 rond met de zaaltournee Kaars & Bril, zijn eerste avondvullende theatershow.
Vanaf 1994 was hij de ster van een reeks tv-stunts in VTM's 1-2-3-show. In 1996 en 1997 liep zijn programma Bardi's PsychoStunts op VT4, met als finale de in Egypte gesitueerde stuntspecial 'Jan Bardi's Pyramid Power'. Daarvoor liet hij zich opsluiten in een sarcofaag in de koningskamer van de piramide van Cheops. Alle ingangen waren afgezet met bewakers, maar toch ontsnapte hij naar een kist in de woestijn. Deze Engelstalige aflevering leverde Bardi internationale publiciteit op.
Zaaloptredens in Japan en het Midden-Oosten, alsmede tv-optredens in de Verenigde Staten (in het programma Phenomenon op zender NBC in 2007) waren hoogtepunten in zijn artistieke loopbaan.
In 2013 trok hij door Vlaanderen met zijn voorlopig laatste zaalshow, Bijgeloof werkt.